# Lê Trung Đình
Lê Trung Đình (1863-1885), hiệu: Long Cang, là một chí sĩ yêu nước đã lãnh đạo cuộc khởi nghĩa kháng chiến chống Pháp ở Quảng Ngãi trong phong trào Cần Vương.

## Thân thế & sự nghiệp
Lê Trung Đình là người làng Phú Nhơn, huyện Bình Sơn (nay là phường Trương Quang Trọng, thành phố Quảng Ngãi, tỉnh Quảng Ngãi.
Cha ông là Lê Trung Lượng, thi đỗ cử nhân khoa Nhâm Tý (1852) tại Bình Định, nổi tiếng thanh liêm và cương trực, từng giữ chức Án sát Bình Thuận dưới triều Tự Đức.
Lê Trung Đình là con thứ 6 trong một gia đình gồm 10 người con. Sinh ra trong một gia đình khoa bảng, có tư chất thông minh, được giảng dạy chu đáo, nên 15 tuổi ông đã làu thông kinh sử và nổi tiếng về tài năng văn chương. Khoa Giáp Thân (1884), ông thi đỗ cử nhân tại trường thi Hương ở Bình Định.
Sinh trưởng và thi đỗ trong lúc vận nước đen tối: bên ngoài thực dân Pháp xâm chiếm đất đai, bên trong triều đình rối ren, loạn lạc ở nhiều nơi...ông không ra làm quan mà âm thầm chuẩn bị lực lượng ứng nghĩa.
Cùng với các sĩ phu trong tỉnh, Lê Trung Đình bí mật lập Nghĩa hội, tổ chức hai đội quân là Đoạn Kiệt và hương binh, đồng thời ráo riết xây dựng chiến khu ở Tuyền Tung (huyện Bình Sơn) chuẩn bị đối phó với quân Pháp xâm lược.
Sau đó, nhận lệnh Tham biện Sơn phòng Nghĩa-Định Nguyễn Duy Cung, Lê Trung Đình cùng Nguyễn Bá Loan ra Huế gặp người đứng đầu phe chủ chiến là Tôn Thất Thuyết để nhận lệnh phối hợp hành động, và Lê Trung Đình được cử làm Chính quản hương binh.
Ngày 23 tháng 5 năm Ất Dậu (5 tháng 7 năm 1885), cuộc phản công của phe chủ chiến ở Kinh thành Huế thất bại, Phụ chính Tôn Thất Thuyết phải phò vua Hàm Nghi chạy ra Quảng Trị, xuống dụ Cần vương (13 tháng 7 năm 1885).
Nhận được dụ, Lê Trung Đình cùng với các cộng sự là Nguyễn Tự Tân, Nguyễn Bá Loan, Nguyễn Tấn Kỳ...kéo đến đòi các quan lại đầu tỉnh cấp vũ khí, lương thực để chống Pháp, nhưng quyền Bố chính Lê Duy Thụy và quyền Án sát Nguyễn Văn Dụ từ chối.
Ngay trong đêm ấy, các ông tập hợp khoảng ba ngàn hương binh tại khu vực bãi sông Trà Khúc (phía tả ngạn, trước đền Văn Thánh). Sau khi làm lễ tế cờ, cả đoàn quân nhanh chóng vượt sông, tấn công tỉnh thành Quảng Ngãi.
Được sự hỗ trợ của quân nội ứng, hương binh Quảng Ngãi nhanh chóng đánh chiếm tỉnh thành, bắt giữ các quan lại, thả tù phạm, thu ấn triện, binh khí và tiền lương...rồi phát động phong trào Cần Vương trong toàn tỉnh.
Nghĩa quân làm chủ tỉnh thành được một hai hôm, vào ngày 5 tháng 6 năm Ất Dậu (16 tháng 7 năm 1885), quyền Tiễu Phủ sứ Sơn phòng Nghĩa-Định bấy giờ là Nguyễn Thân (trước theo Nghĩa hội Quảng Ngãi, sau theo Pháp) cùng Đề đốc Đinh Hội đem khoảng 900 biền binh tiến về tỉnh thành mở cuộc vây đánh.
Sau khi quân triều giết chết Nguyễn Tự Tân và sáu viên chỉ huy khác, thì bắt được Lê Trung Đình. Dụ hàng không thành, ngày 23 tháng 7 năm 1885 , Lê Trung Đình bị triều đình thân Pháp đem ra xử chém tại góc phía Bắc thành Quảng Ngãi.
Ông mất, để lại bài thơ tuyệt mệnh Lâm hình thời tác:
Kim nhật lung trung điểu
Minh triêu trở thượng ngư
Thử thân hà túc tích
Xã tắc ai kỳ khu
Hoàng Tạo dịch:
Nay là chim trong lồng
Mai đã cá trên thớt
Thân này tiếc gì đâu
Gian nan tình đất nước
Hiện nay lăng mộ của Lê Trung Đình được nhân dân xây dựng tại thôn Trường Thọ Đông, phường Trương Quang Trọng, thành phố Quảng Ngãi. Bia mộ có đôi câu đối bằng chữ Hán ca ngợi công lao của ông. Dịch nghĩa như sau:
"Cứu quốc cần vương, thương hải vi điền Tinh Vệ hận,
Điếu dân thảo tặc, tinh thần bất tử sĩ phu hoài".